# Ora Tōkyō sa Iguda
Ora Tōkyō sa Iguda (俺ら東京さ行ぐだ? letteralmente "Me ne vado a Tokyo") è un singolo del cantante giapponese Yoshi Ikuzō, pubblicato il 25 novembre 1984.

## Descrizione
Nella canzone, cantata in dialetto di Tsugaru, il cantante afferma che lascerà la sua piccola città natale in campagna per trasferirsi a Tokyo.
La canzone fu generalmente ricevuta positivamente, raggiungendo il 21º posto nella Oricon Albums Chart del 1985, e il 4° nella classifica settimanale giapponesi. Ora Tōkyō sa Iguda fu criticata da alcuni abitanti delle zone rurali giapponesi, affermando che la situazione nelle campagne giapponesi non era effettivamente così arretrata come affermato nella canzone; in risposta alle critiche ricevute, Yoshi affermò che nel testo "non abbiamo TV, radio, telefono, gas o elettricità" descriveva com'era la vita a Kanagi (città natale del cantante, oggi parte di Goshogawara) quando lui era giovane.
Nel 1985, un omonimo film basato sulla canzone, è stato prodotto e distribuito dalla Shochiku. Il film è una commedia incentrata sul conflitto tra un figlio che lavora come assistente di un fotografo a Tokyo, e i suoi genitori che sono contrari al suo stile di vita. Yoshi stesso compare a sua volta nel film nei panni di un tassista.

## Tracce
1. Ora Tōkyō sa Iguda (俺ら東京さ行ぐだ) – 2:55 (Yoshi Ikuzō)
2. Furusato (故郷 letteralmente "Città natale") – 3:05 (testo: Yoshi Ikuzō – musica: Yutaka Nomura)